# Draft de la NBA de 1973
El Draft de la NBA de 1973 fue el vigésimoséptimo draft de la National Basketball Association (NBA). El draft se celebró el 24 de abril de 1973 antes del comienzo de la temporada 1973-74.
En este draft, diecisiete equipos de la NBA seleccionaron a jugadores amateurs del baloncesto universitario y otros jugadores elegibles, incluidos internacionales. Los jugadores que hubiesen terminado el periplo universitario de cuatro años estaban disponibles para ser seleccionados. Si un jugador abandonaba antes la universidad, no podía ser escogido en el draft hasta que su clase se graduase. Antes del draft, once jugadores que no habían terminado los cuatro años universitarios fueron declarados elegibles para ser seleccionados bajo la regla de "necesidad". Estos jugadores demostraron sus necesidades financieras a la liga, que les concedió el derecho a comenzar sus carreras profesionales antes de lo permitido.
Las dos primeras elecciones del draft correspondieron a los equipos que finalizaron en la última posición en cada división, con el orden determinado por un lanzamiento de moneda. Philadelphia 76ers ganó el primer puesto del draft, mientras que Portland Trail Blazers fue premiado con la segunda elección. Los demás equipos seleccionaron en orden inverso al registro de victiorias-derrotas en la temporada anterior. Antes del draft, Baltimore Bullets se trasladó a Landover (Maryland) y se convirtió en Capital Bullets. Philadelphia 76ers fue premiado con una elección de primera ronda extra como compensación por el fichaje de John Brisker por Seattle SuperSonics. El draft consistió de veinte rondas y 211 jugadores fueron seleccionados.

## Selecciones y notas del draft
Doug Collins, de la Universidad Estatal de Illinois, fue seleccionado en la primera posición del draft por Philadelphia 76ers. Jim Brewer, de la Universidad de Minnesota, fue seleccionado en la segunda posición por Cleveland Cavaliers, que obtuvo la elección de los Blazers en un traspaso. Ernie DiGregorio, del Providence College, ganó el Rookie del Año de la NBA en su primera temporada, y fue seleccionado en la tercera posición por Buffalo Braves. George McGinnis, elegido por los 76ers en la vigesimosegunda elección, es el único jugador que fue incluido en un mejor quinteto de la NBA y en el All-Star Game de la NBA. Collins, la quinta elección Kermit Washington y la quincuagésima elección Larry Kenon son los otros jugadores de este draft que disputaron un All-Star Game. Collins participó en cuatro All-Star Game. Tras retirarse como jugador, entrenó a Chicago Bulls, Detroit Pistons, Washington Wizards y Philadelphia 76ers. Brewer ganó un campeonato de la NBA con Los Angeles Lakers en 1982. Posteriormente jugó en Europa, donde ganó una Copa de Europa de Baloncesto con el Ford Cantù italiano en 1983. McGinnis militó en la American Basketball Association (ABA) antes del draft. Abandonó la universidad en su segundo año en 1971 para jugar en Indiana Pacers durante cuatro temporadas. Más tarde debutó en la NBA con Philadelphia 76ers, equipo que le seleccionó en el draft, tras la fusión de la ABA con la NBA en 1976. Ganó un MVP de la Temporada de la ABA, disputó tres All-Star Game de la ABA, formó parte del mejor quinteto de la ABA en tres ocasiones y en dos del mejor quinteto de la NBA. Kenon inicialmente jugó en la ABA, donde pasó tres temporadas, antes de jugar en San Antonio Spurs de la NBA cuando ambas ligas se unieron. Disputó tres All-Star de la ABA y dos de la NBA.
Mike D'Antoni, la vigésima elección, jugó cuatro campañas en la NBA y en la ABA antes de fichar por el Olimpia Milano de Italia. Jugó trece temporadas y ganó cinco ligas italianas y dos Copas de Europa. Tras retirarse como jugador, entrenó al Olimpia Milano y al Benetton Treviso, liderando a este último a dos títulos de liga. D'Antoni regresó a la NBA y entrenó a tres equipos, ganando el premio al Entrenador del Año de la NBA en 2005. M. L. Carr, la septuagésima sexta elección, ganó dos campeonatos de la NBA con Boston Celtics en 1981 y 1984 como jugador. Posteriormente entrenó a los Celtics durante dos temporadas en la década de 1990. Otros dos jugadores de este draft se convirtieron en entrenadores tras su carrera como jugador: la vigesimoprimera elección Allan Bristow y la sexagésima sexta George Karl.
En la decimoquinta ronda, Los Angeles Lakers seleccionó a Krešimir Ćosić, de la Universidad Brigham Young, en la 84.ª posición. Sin embargo, optó por permanecer un año más en la universidad antes de regresar a Yugoslavía en 1973. Ćosić tuvo una exitosa carrera en Europa, ganando numerosos títulos de liga, y seis medallas de oro con la selección yugoslava. Posteriormente fue incluido en el Basketball Hall of Fame, y en el FIBA Hall of Fame por la Federación Internacional de Baloncesto (FIBA). Atlanta Hawks utilizó la 79.ª elección para seleccionar a Dave Winfield, que jugó al béisbol y al baloncesto en la Universidad de Minnesota. También fue seleccionado en el draft de otras ligas de tres deportes; la Major League Baseball (MLB), la National Football League (NFL) y la ABA. Winfield eligió el béisbol y jugó veintidós temporadas en la MLB.

## Leyenda
|  | Denota jugador miembro del Basketball Hall of Fame                                                 |
|  | Denota jugador que ha sido seleccionado al menos en un All-Star Game y un Mejor Quinteto de la NBA |
|  | Denota jugador que ha sido seleccionado al menos en un All-Star Game                               |
|  | Denota jugador que nunca ha jugado en la NBA                                                       |

## Draft

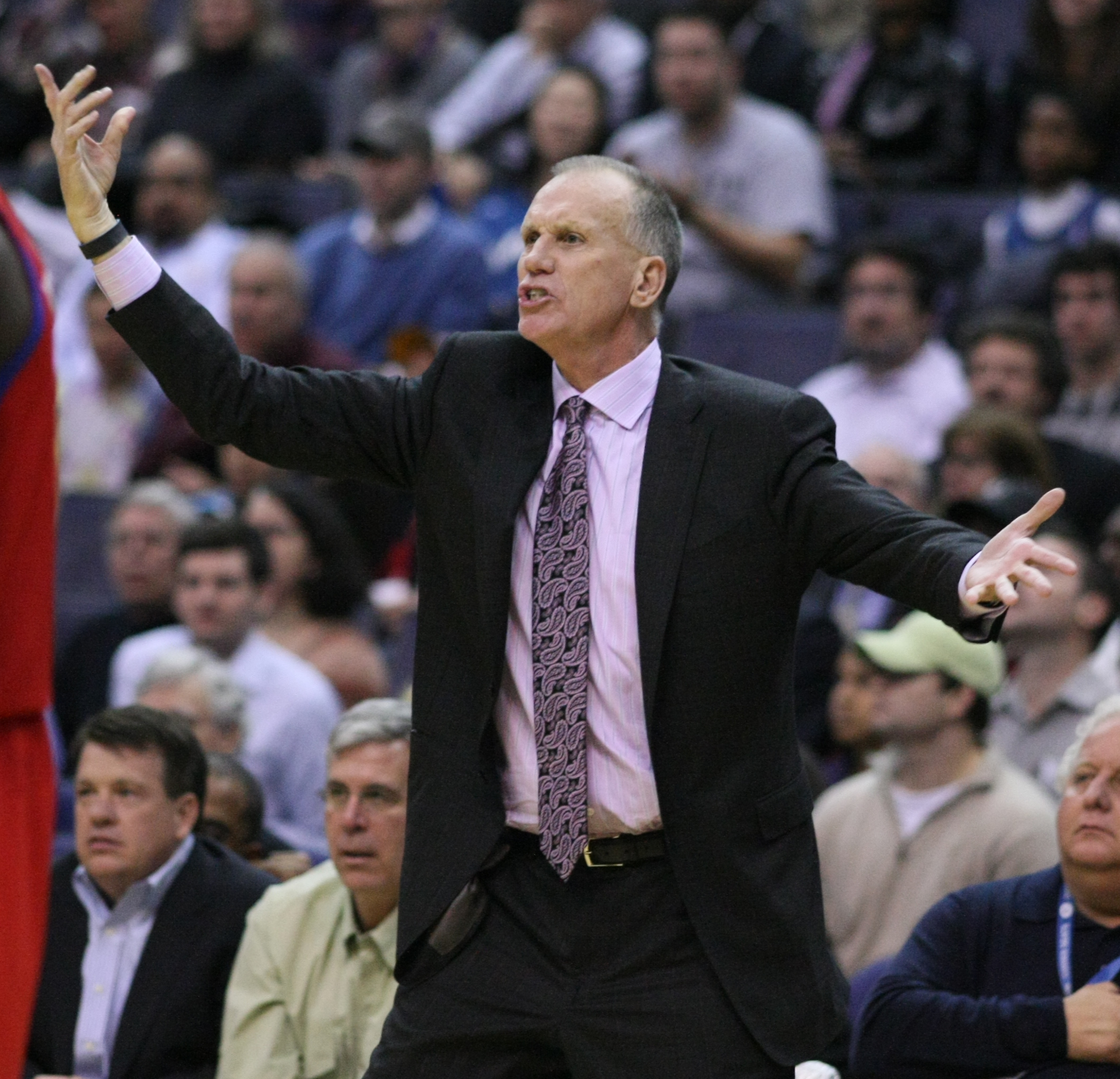
Doug Collins fue seleccionado en la 1.ª elección.

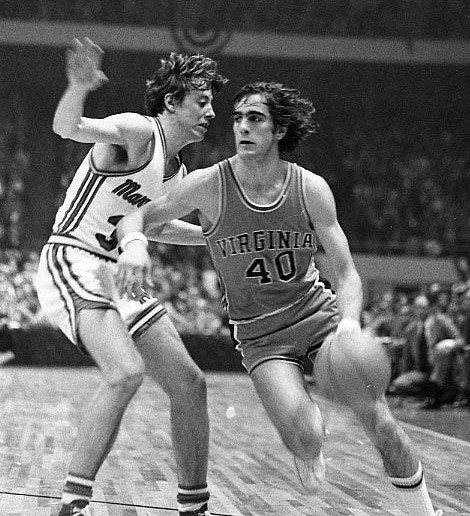
Barry Parkhill fue seleccionado en la 15.ª elección.

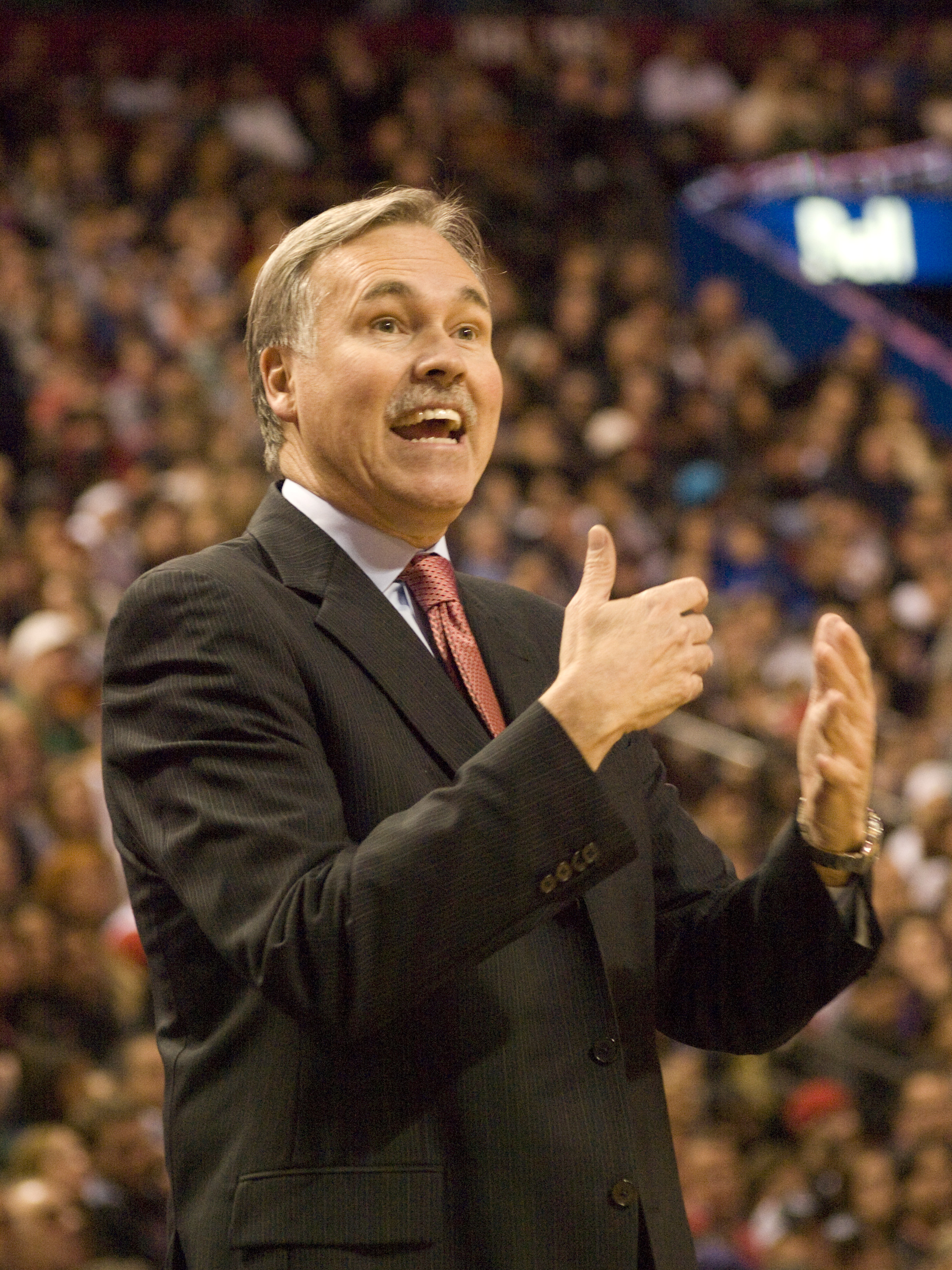
Mike D'Antoni fue seleccionado en la 20.ª elección.

| Ronda | Pick | Jugador           | Posición | Nacionalidad            | Equipo                                                   | Universidad/equipo     |
| ----- | ---- | ----------------- | -------- | ----------------------- | -------------------------------------------------------- | ---------------------- |
| 1     | 1    | Doug Collins      | G/F      | Estados Unidos          | Philadelphia 76ers                                       | Illinois State (Sr.)   |
| 1     | 2    | Jim Brewer        | F/C      | Estados Unidos          | Cleveland Cavaliers (desde Portland)                     | Minnesota (Sr.)        |
| 1     | 3    | Ernie DiGregorio  | G        | Estados Unidos          | Buffalo Braves                                           | Providence (Sr.)       |
| 1     | 4    | Mike Green        | C/F      | Estados Unidos          | Seattle SuperSonics                                      | Louisiana Tech (Sr.)   |
| 1     | 5    | Kermit Washington | F/C      | Estados Unidos          | Los Angeles Lakers (desde Cleveland)                     | American (Sr.)         |
| 1     | 6    | Ed Ratleff        | F/G      | Estados Unidos          | Houston Rockets                                          | Long Beach State (Sr.) |
| 1     | 7    | Ron Behagen       | F/C      | Estados Unidos          | Kansas City-Omaha Kings                                  | Minnesota (Sr.)        |
| 1     | 8    | Mike Bantom       | F/C      | Estados Unidos          | Phoenix Suns                                             | Saint Joseph's (Sr.)   |
| 1     | 9    | Dwight Jones      | F/C      | Estados Unidos          | Atlanta Hawks (desde Detroit)                            | Houston (Jr.)          |
| 1     | 10   | John Brown        | F        | Estados Unidos          | Atlanta Hawks                                            | Missouri (Sr.)         |
| 1     | 11   | Kevin Joyce       | G        | Estados Unidos          | Golden State Warriors                                    | South Carolina (Sr.)   |
| 1     | 12   | Kevin Kunnert     | C/F      | Estados Unidos          | Chicago Bulls                                            | Iowa (Sr.)             |
| 1     | 13   | Nick Weatherspoon | F        | Estados Unidos          | Capital Bullets                                          | Illinois (Sr.)         |
| 1     | 14   | Mel Davis         | F        | Estados Unidos          | New York Knicks                                          | St. John's (Sr.)       |
| 1     | 15   | Barry Parkhill    | G        | Estados Unidos          | Portland Trail Blazers (desde Los Ángeles vía Cleveland) | Virginia (Sr.)         |
| 1     | 16   | Swen Nater        | C        | Países Bajos            | Milwaukee Bucks                                          | UCLA (Sr.)             |
| 1     | 17   | Steve Downing     | C        | Estados Unidos          | Boston Celtics                                           | Indiana (Sr.)          |
| 1     | 18   | Raymond Lewis     | G        | Estados Unidos          | Philadelphia 76ers                                       | Cal State L.A. (So.)   |
| 2     | 19   | Louie Nelson      | G        | Estados Unidos          | Capital Bullets (desde Philadelphia)                     | Washington (Sr.)       |
| 2     | 20   | Mike D'Antoni     | G        | Estados Unidos · Italia | Kansas City-Omaha Kings (desde Buffalo vía Detroit)      | Marshall (Sr.)         |
| 2     | 21   | Allan Bristow     | F/G      | Estados Unidos          | Philadelphia 76ers (desde Portland)                      | Virginia Tech (Sr.)    |
| 2     | 22   | George McGinnis   | F/C      | Estados Unidos          | Philadelphia 76ers (desde Seattle)                       | Indiana Pacers (ABA)   |
| 2     | 23   | Billy Schaeffer   | F        | Estados Unidos          | Los Angeles Lakers (desde Cleveland)                     | St. John's (Sr.)       |
| 2     | 24   | Kevin Stacom      | G        | Estados Unidos          | Chicago Bulls (desde Houston)                            | Providence (Sr.)       |
| 2     | 25   | Larry McNeill     | F/G      | Estados Unidos          | Kansas City-Omaha Kings                                  | Marquette (Jr.)        |
| 2     | 26   | Allan Hornyak     | G        | Estados Unidos          | Cleveland Cavaliers (desde Phoenix)                      | Ohio State (Sr.)       |
| 2     | 27   | Tom Ingelsby      | G        | Estados Unidos          | Atlanta Hawks (desde Detroit)                            | Villanova (Sr.)        |
| 2     | 28   | Pat McFarland     | F/G      | Estados Unidos          | New York Knicks (desde Atlanta)                          | Saint Joseph's (Sr.)   |
| 2     | 29   | Derrek Dickey     | F        | Estados Unidos          | Golden State Warriors                                    | Cincinnati (Sr.)       |
| 2     | 30   | Wendell Hudson    | F        | Estados Unidos          | Chicago Bulls                                            | Alabama (Sr.)          |
| 2     | 31   | Jim Chones        | C/F      | Estados Unidos          | Los Angeles Lakers (desde Capital)                       | New York Nets (ABA)    |
| 2     | 32   | Caldwell Jones    | C/F      | Estados Unidos          | Philadelphia 76ers (desde New York vía Chicago)          | Albany State (Sr.)     |
| 2     | 33   | Gary Melchionni   | G        | Estados Unidos          | Phoenix Suns (desde Milwaukee vía Philadelphia)          | Duke (Sr.)             |
| 2     | 34   | John Perry        | C        | Estados Unidos          | Los Angeles Lakers                                       | Pan American(Sr.)      |
| 2     | 35   | Phil Hankinson    | F        | Estados Unidos          | Boston Celtics                                           | Pennsylvania (Sr.)     |

## Otras elecciones

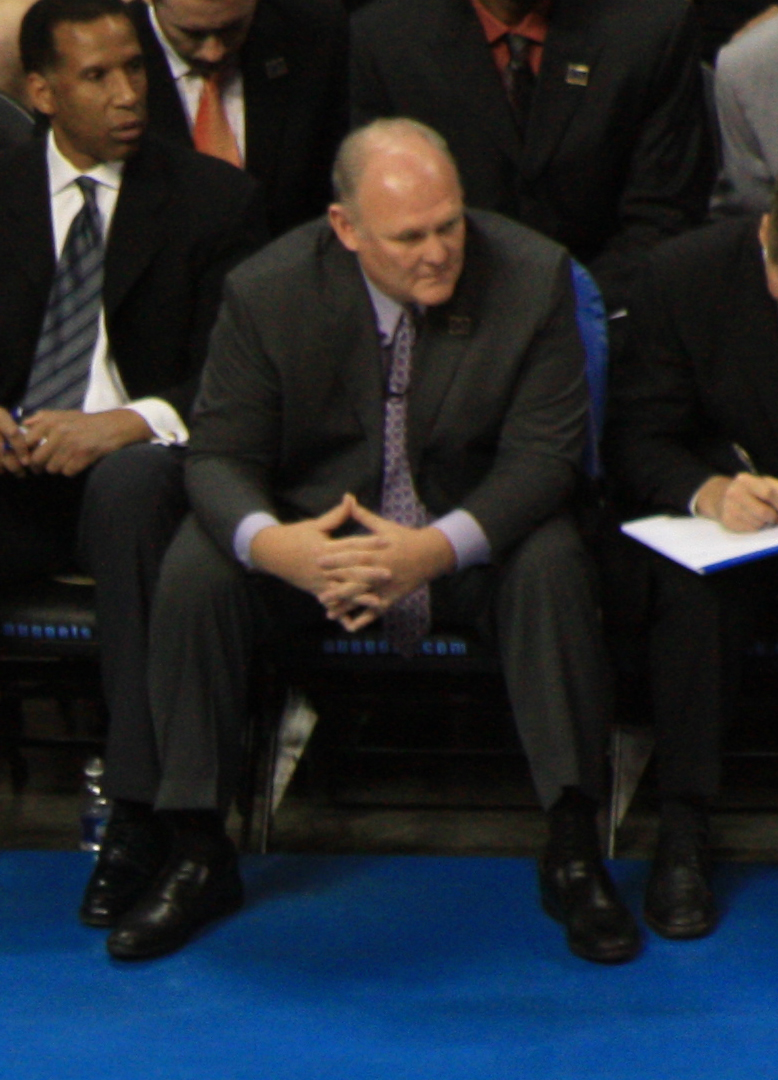
George Karl fue seleccionado en la 66.ª elección.

La siguiente lista incluye otras elecciones de draft que han aparecido en al menos un partido de la NBA.
| Ronda | Pick | Jugador          | Posición | Nacionalidad      | Equipo                                 | Universidad/equipo           |
| ----- | ---- | ---------------- | -------- | ----------------- | -------------------------------------- | ---------------------------- |
| 3     | 36   | Ted Manakas      | G        | Estados Unidos    | Atlanta Hawks (desde Philadelphia)     | Princeton (Sr.)              |
| 3     | 38   | Ken Charles      | G        | Trinidad y Tobago | Buffalo Braves                         | Fordham (Sr.)                |
| 3     | 41   | Joe Reaves       | F        | Estados Unidos    | Phoenix Suns (desde Kansas City-Omaha) | Bethel (Tennessee) (Sr.)     |
| 3     | 44   | Bo Lamar         | G        | Estados Unidos    | Detroit Pistons                        | Southwestern Louisiana (Sr.) |
| 3     | 45   | Leonard Gray     | F        | Estados Unidos    | Atlanta Hawks                          | Long Beach State (Sr.)       |
| 3     | 48   | Tom Kozelko      | F        | Estados Unidos    | Capital Bullets                        | Toledo (Sr.)                 |
| 3     | 49   | Allie McGuire    | G        | Estados Unidos    | New York Knicks                        | Marquette (Sr.)              |
| 3     | 50   | Larry Kenon      | F        | Estados Unidos    | Detroit Pistons (desde Los Ángeles)    | Memphis State (Jr.)          |
| 3     | 51   | E. C. Coleman    | F        | Estados Unidos    | Houston Rockets (desde Milwaukee)      | Houston Baptist (Sr.)        |
| 4     | 55   | Bird Averitt     | G        | Estados Unidos    | Portland Trail Blazers                 | Pepperdine (Jr.)             |
| 4     | 57   | Luke Witte       | C        | Estados Unidos    | Cleveland Cavaliers                    | Ohio State (Sr.)             |
| 4     | 64   | Mark Sibley      | G        | Estados Unidos    | Chicago Bulls                          | Northwestern (Sr.)           |
| 4     | 66   | George Karl      | G        | Estados Unidos    | New York Knicks                        | North Carolina (Sr.)         |
| 5     | 74   | John Coughran    | F        | Estados Unidos    | Cleveland Cavaliers                    | California (Sr.)             |
| 5     | 76   | M. L. Carr       | F        | Estados Unidos    | Kansas City-Omaha Kings                | Guilford (Sr.)               |
| 5     | 83   | Dennis Bell      | F        | Estados Unidos    | New York Knicks                        | Drake (Sr.)                  |
| 6     | 88   | Mike Macaluso    | F        | Estados Unidos    | Buffalo Braves                         | Canisius (Sr.)               |
| 6     | 96   | John Williamson  | G        | Estados Unidos    | Atlanta Hawks                          | New Mexico State (Jr.)       |
| 6     | 98   | Johnny Neumann   | G/F      | Estados Unidos    | Chicago Bulls                          | Mississippi (Sr.)            |
| 7     | 106  | Tim Bassett      | F/C      | Estados Unidos    | Buffalo Braves                         | Georgia (Sr.)                |
| 7     | 118  | Nate Hawthorne   | G        | Estados Unidos    | Los Angeles Lakers                     | Southern Illinois (Sr.)      |
| 8     | 128  | Jim Owens        | F        | Estados Unidos    | Phoenix Suns                           | Arizona State (Sr.)          |
| 8     | 129  | Ben Kelso        | G        | Estados Unidos    | Detroit Pistons                        | Central Michigan (Sr.)       |
| 9     | 138  | Harvey Catchings | C/F      | Estados Unidos    | Philadelphia 76ers                     | Hardin–Simmons (Sr.)         |
| 11    | 166  | Rod Freeman      | F        | Estados Unidos    | Philadelphia 76ers                     | Vanderbilt (Sr.)             |
| 17    | 204  | Jim Garvin       | F        | Estados Unidos    | Buffalo Braves                         | Boston University (Sr.)      |

## Traspasos
1. 1 2
2. ↑  El 13 de octubre de 1971, Los Angeles Lakers adquirió una elección de primera ronda de 1973, y otra de segunda ronda de 1972 y 1973 de Cleveland Cavaliers a cambio de Rick Roberson.[9] Los Lakers utilizaron esta elección de draft para seleccionar a Kermit Washington y Bill Schaeffer.
3. ↑  El 13 de abril de 1973, Atlanta Hawks adquirió la novena elección de Detroit Pistons a cambio de George Trapp.[27] Los Hawks utilizaron esta elección de draft para seleccionar a Dwight Jones.
4. ↑  El 18 de octubre de 1971, Capital Bullets (conocido como Baltimore Bullets) adquirió una elección de segunda ronda y a Archie Clark de Philadelphia 76ers a cambio de Fred Carter y Kevin Loughery.[29] Los Bullets utilizaron esta elección de draft para seleccionar a Louie Nelson.
5. ↑  El 9 de noviembre de 1972, Kansas City-Omaha Kings adquirió una elección de segunda ronda de Detroit Pistons a cambio de John Mengelt. Previamente, los Pistons adquirieron la elección el 29 de septiembre de 1972 de Buffalo Braves a cambio de Howard Komives.[31] Los Kings utilizaron esta elección de draft para seleccionar a Mike D'Antoni.
6. ↑  El 31 de julio de 1972, Philadelphia 76ers adquirió una elección de segunda ronda de Portland Trail Blazers a cambio de Fred Foster.[32] Los 76ers utilizaron esta elección de draft para seleccionar a Allan Bristow.
7. ↑  El 18 de abril de 1973,  Philadelphia 76ers adquirió una elección de segunda ronda de 1973 de Seattle SuperSonics como compensación por el fichaje de John Brisker por los Sonics el 15 de agosto de 1972.[5][33] Los 76ers utilizaron esta elección de draft para seleccionar a George McGinnis.
8. ↑  El 9 de junio de 1971, Chicago Bulls adquirió una elección de segunda ronda de Houston Rockets a cambio de Dick Gibbs.[34] Los Bulls utilizaron esta elección de draft para seleccionar a Kevin Stacom.
9. ↑  El 22 de noviembre de 1972, Cleveland Cavaliers adquirió una elección de segunda ronda de Phoenix Suns a cambio de Walt Wesley.[35] Los Bulls utilizaron esta elección de draft para seleccionar a Allan Hornyak.
10. ↑  El 31 de octubre de 1972, Atlanta Hawks adquirió una elección de segunda ronda de Detroit Pistons a cambio de Don Adams.[36] Los Hawks utilizaron esta elección de draft para seleccionar a Tom Ingelsby.
11. ↑  El 9 de octubre de 1972, New York Knicks adquirió una elección de segunda ronda de Atlanta Hawks a cambio de Eddie Mast.[37] Los Bulls utilizaron esta elección de draft para seleccionar a Pat McFarland.
12. ↑  El 6 de diciembre de 1972, Los Angeles Lakers adquirió una elección de segunda ronda de Capital Bullets (conocido como Baltimore Bullets) a cambio de Flynn Robinson y futuras compensaciones.[38] Los Lakers utilizaron esta elección de draft para seleccionar a Jim Chones.
13. ↑  El 18 de octubre de 1972, Philadelphia 76ers adquirió una elección de segunda ronda de Chicago Bulls a cambio de Dennis Awtrey. Previamente, los Bulls adquirieron la elección el 10 de diciembre de 1971 de New York Knicks a cambio de Charlie Paulk.[39] Los 76ers utilizaron esta elección de draft para seleccionar a Caldwell Jones.
14. ↑  El 10 de octubre de 1972, Phoenix Suns adquirió una elección de segunda ronda de Philadelphia 76ers a cambio de Mel Counts. Previamente, los 76ers adquirieron la elección el mismo día de Milwaukee Bucks a cambio de Gary Gregor.[40] Los Suns utilizaron esta elección de draft para seleccionar a Gary Melchionni.
15. ↑  El 26 de enero de 1973, Atlanta Hawks adquirió una elección de tercera ronda de Philadelphia 76ers a cambio de Jeff Halliburton.[41] Los Hawks utilizaron esta elección de draft para seleccionar a Ted Manakas.
16. ↑  El 27 de diciembre de 1971, Phoenix Suns adquirió una elección de tercera ronda de Kansas City-Omaha Kings (conocido como Cincinnati Royals) a cambio de Fred Taylor.[42] Los Suns utilizaron esta elección de draft para seleccionar a Joe Reaves.
17. ↑  Detroit Pistons adquirió una elección de tercera ronda de Los Angeles Lakers como parte del traspaso de Happy Hairston en 1969.[43]
18. ↑  El 9 de diciembre de 1971, Houston Rockets adquirió una elección de tercera ronda y a Greg Smith de Milwaukee Bucks a cambio de una elección de primera ronda de 1972 y Curtis Perry.[44] Los Rockets utilizaron esta elección de draft para seleccionar a E. C. Coleman.